# Piper eucalyptophyllum
Piper eucalyptophyllum är en pepparväxtart som beskrevs av C. Dc.. Piper eucalyptophyllum ingår i släktet Piper och familjen pepparväxter. Inga underarter finns listade i Catalogue of Life.